# 錢的盡頭是愛情的開始
《錢的盡頭是愛情的開始》（簡稱）是由2020年9月15日起於TBS電視台播映的日本電視劇，由松岡茉優主演。
2020年7月18日，飾演男主角的三浦春馬突然去世，而本劇當時仍在開拍尚未正式播出，故本劇曾被認為有換角或雪藏的危機。但同年7月31日，TBS電視台宣布本劇於同年9月15日開始播出，並保留三浦生前所拍攝的所有戲份。但基於本劇本身是處於尚未拍攝完畢的狀態，最終劇組選擇大幅修改劇本，將原定8集的內容縮短為4集播出。製作人東仲惠吾也指出本劇得以如期播出，是基於收到非常多希望看到三浦演出的請求而做出的決定。本劇也是三浦春馬的遺作。
台灣OTT平台KKTV、friDay影音及電視頻道WakuWaku Japan於9月16日起每週三更新，香港則由myTV SUPER於9月17日起每週四更新。

## 劇情概要
堅持錢要花在刀口上的「清貧女」九鬼玲子，與揮霍無度的「浪費男」猿渡慶太是玩具製造公司「Monkey Bass」的同事。猿渡慶太的父親，「Monkey Bass」社長猿渡富彥，對兒子揮霍無度的價值觀感到相當頭痛，毅然將兒子居住的公寓賣掉，用意是希望他能自力更生。慶太在無計可施下得知玲子家開設民宿，因此在玲子家的民宿暫住。玲子得知慶太希望能得到父親的認可，因而提出了「學習用錢」的建議，改善他浪費的壞習慣，兩人意外的「同居生活」就此開始。

## 登場人物
- 九鬼玲子：松岡茉優（中學時期：安藤美優）
- 猿渡慶太：三浦春馬（最終集僅出現於回憶畫面）
- 早乙女健：三浦翔平（少年時期：櫻木雅哉）
- 板垣純：北村匠海
- 聖德瑪麗亞：星蘭瞳（日语：星蘭ひとみ）
- 猿渡富彥：草刈正雄
- 猿渡菜菜子：木村綠子
- 九鬼幸：南果步
- 牛島瑠璃：大友花戀
- 鮫島光：八木優希（幼少時期：吉田帆乃華）
- 豬之口保：稻田直樹（日语：稲田直樹）
- 鶴屋春人：河井讓（日语：河井ゆずる）
- 鮎川美月：中村里帆（日语：中村里帆）
- 鴨志田芽衣子：初夏優香（日语：ファーストサマーウイカ）
- 白兔吉明：池田成志（日语：池田成志）

### 各集登場人物

#### 第1集
- 山鹿真一郎：梶裕貴（第2集）[7]

提供新提案企劃的初創企業社長。
- 羽鳥茂：遠山俊也

「Monkey Bass」的營業部長。
- 雜貨店老闆：安齋肇
- 日式點心店的顧客：信川清順、夏川加奈子
- 板垣純的父親：西森洋一

於自家經營工廠。
- 民宿「水用館」的住宿客：山米.波普（SAMY POP）

#### 第2集
- 武内美結：岡本莉音[7]

板垣的約會對象。
- 評論員：Tommy（水塘二人組）[7]

早乙女參與演出的情報節目評論員。
- 主持人：登坂淳一[7]

早乙女參與演出的情報節目主持人。
- 沙世：Trauden直美（第3集）

瑪麗亞的後輩。
- 加奈：高橋春織（第3集）

瑪麗亞的後輩。

#### 第3集
- 早乙女三智瑠：村川繪梨

健的妻子。
- 早乙女蓮：嶺岸煌櫻

健與三智瑠的兒息子。
- 江田麻美：二宮芽生

「Monkey Bass」的營業部員工。
- 岡田：谷川功

週刊「Pepper」的記者。
- 律師：住田裕子

早乙女參與演出情報節目「NICOASA」的評論員。
- 行人：松本海希

#### 完結篇
- 和夫：曾我部惠一

光的親生父親，於光出生不久後因離婚而離開家中。
- 山田真哉：本人飾演[8]

會計師。接替早乙女擔任情報節目「NICOASA」評論員。
- 烏賊飯料理店店員：賀屋壯也（搞笑組合「加賀屋」）
- 漁會產銷中心店員：千宇樂（日语：千うらら）

## 製作

### 幕後人員
- 編劇：大島里美（日语：大島里美）
- 音樂：大間間昂（日语：大間々昂）
- 主題歌：Mr.Children《turn over?》（TOY'S FACTORY）
- 監修：山田真哉（日语：山田真哉）
- 製作人：東仲惠吾
- 導演：平野俊一（日语：平野俊一）、木村尚（日语：木村ひさし）

## 播出日程
| 集數   | 播出日  | 日文標題 | 中文標題                 | 導演     | 收視率 |
| ------ | ------- | -------- | ------------------------ | -------- | ------ |
| 第1集  | 9月15日 |          | 我們每天都被金錢擺弄     | 平野俊一 | 11.6%  |
| 第2集  | 9月22日 |          | 這場戀愛有投資的價值嗎？ | 平野俊一 | 9.1%   |
| 第3集  | 9月29日 |          | 戀愛的…                  | 木村尚   | 10.4%  |
| 完結篇 | 10月6日 |          | 前往過去的旅程           | 平野俊一 | 10.9%  |

## 外傳
《愛情的盡頭是錢的開始？》（日语：恋の切れ目がおカネのはじまり），是在Paravi網路配信的連續劇，以北村匠海飾演的板垣純為主角。

### 登場人物
- 板垣純：北村匠海
- 聖德瑪麗亞：星蘭瞳（日语：星蘭ひとみ）
- 深井美：櫻井日奈子
- 武内美結：岡本莉音（日语：岡本莉音）
- 金卷麗子：中村由利佳

### 幕後人員
- 劇本：溝口真希子（日语：溝口真希子）
- 製作人：東仲惠吾
- 導演：府川亮介、小牧櫻

## 外部連結
- 官方网站（日語）

| 日本 TBS電視台 週二連續劇                  | 日本 TBS電視台 週二連續劇                        | 日本 TBS電視台 週二連續劇 |
| ------------------------------------------ | ------------------------------------------------ | ------------------------- |
|                                            | 錢的盡頭是愛情的開始 （2020.09.15 - 2020.10.06） |                           |
| 我的家政夫大叔 （2020.07.07 - 2020.09.01） | 要加熱這份戀情嗎？ （2020.10. - ）               |                           |